# Alicia Otterud
Alicia Eira Hult Otterud, född 27 september 2007, är en svensk dansare, skådespelare och influencer som började uttrycka sig i dans och skådespeleri på sociala medier redan vid 10 års ålder. Hon har blivit känd för sitt arbete mot barns utsatthet på nätet och sina roller i olika SVT-serier.

## Biografi
Alicia Otterud började sin offentliga karriär genom att uttrycka sig i dans och skådespeleri på sociala medier. Tillsammans med sin mor började hon diskutera nätets baksidor utifrån egna erfarenheter.

### Tidig karriär och utmärkelser
Vid 12 års ålder mottog hon Safe Selfie Award för sitt arbete mot barns utsatthet på nätet. Hon var moderator på Barnafridskonferensen 2020, där hon ställde frågor till bland andra barn- och jämställdhetsminister Åsa Lindhagen.  År 2021 vann Alicia Otterud Heyou Award i kategorin Årets goda gärning för sitt engagemang kring barns utsatthet på nätet.

### Bidrag till litteraturen
År 2021 medverkade hon i inspelningen av barnböckerna Nollan och Nätet, skrivna av Caroline Engvall, för att underlätta samtal mellan vuxna och barn om livet på nätet.

### TV-medverkan och roller
Hon har spelat rollen som DJ Nikki i SVT:s serie Up4noise säsong 2  & 3  och medverkat i Vem är Monstret  samt spelat rollen Lilly i Klassen säsong 6  & 7  och  Klassresan som spelades in 2023.

## Danskarriär
Alicia Otterud har tävlat i discodans på elitnivå och har flera vinster, inklusive en andraplats i SM i disco 2019. Under 2022 var Otterud Årets dansprofil  och spelade in en dansmusikvideo  för dansskolan Bliss Dance Academy.

## Mode
Otterud har företrätt klädmärken som Stronger, Gina Tricot och Kappahl och medverkat som modell i Kappahls kampanjer.